# F1 2021
F1 2021 ist das offizielle Videospiel der Formel-1- und Formel-2-Meisterschaften 2021, das von Codemasters entwickelt und von EA Sports veröffentlicht wurde. Es ist der 13. Titel in der F1-Reihe und der erste, den der neue Publisher Electronic Arts unter seiner EA Sports-Abteilung veröffentlicht hat.
Das Spiel erschien am 16. Juli 2021 für Microsoft Windows, PlayStation 4, PlayStation 5, Xbox One und Xbox Series. Die Deluxe Edition erschien am 13. Juli 2021.

## Entwicklung
Codemasters enthüllte F1 2021 am 15. April 2021 als offiziellen Nachfolger des Vorgängers F1 2020.
Das Spiel wurde mit dem Formel-1-, sowie Formel-2-Story-Modus und neuen Strecken, wie Imola, Portimão und dem Kalender-Newcomer Jeddah veröffentlicht. Außerdem erhält das Spiel ein neues Story-Erlebnis „Braking Point“. Ebenfalls soll F1 2021 nun auch ein SplitScreen-Spiel zur Verfügung stellen. Neue Spielmodi, wie eine Zwei-Spieler-Karriere und realer Saisonstart sind enthalten.

## Liste der Strecken
Alle im Spiel enthaltenen ursprünglichen Rennstrecken der Saison 2021:
| Nr. | Land                         | Großer Preis                    | Strecke                            | Ort          |
| --- | ---------------------------- | ------------------------------- | ---------------------------------- | ------------ |
| 1   | Bahrain                      | Großer Preis von Bahrain        | Bahrain International Circuit      | Manama       |
| 2   | Italien                      | Großer Preis der Emilia-Romagna | Autodromo Enzo e Dino Ferrari      | Imola        |
| 3   | Portugal                     | Großer Preis von Portugal       | Autodromo Internacional do Algarve | Portimão     |
| 4   | Spanien                      | Großer Preis von Spanien        | Circuit de Barcelona-Catalunya     | Barcelona    |
| 5   | Monaco                       | Großer Preis von Monaco         | Circuit de Monaco                  | Monaco       |
| 6   | Aserbaidschan                | Großer Preis von Aserbaidschan  | Baku City Circuit                  | Baku         |
| 7   | Kanada                       | Großer Preis von Kanada         | Circuit Gilles Villeneuve          | Montreal     |
| 8   | Frankreich                   | Großer Preis von Frankreich     | Circuit Paul Ricard                | Le Castellet |
| 9   | Österreich                   | Großer Preis von Österreich     | Red Bull Ring                      | Spielberg    |
| 10  | Vereinigtes Königreich       | Großer Preis von Großbritannien | Silverstone Circuit                | Silverstone  |
| 11  | Ungarn                       | Großer Preis von Ungarn         | Hungaroring                        | Budapest     |
| 12  | Belgien                      | Großer Preis von Belgien        | Circuit de Spa-Francorchamps       | Stavelot     |
| 13  | Niederlande                  | Großer Preis der Niederlande    | Circuit Zandvoort                  | Zandvoort    |
| 14  | Italien                      | Großer Preis von Italien        | Autodromo Nazionale di Monza       | Italien      |
| 15  | Russland                     | Großer Preis von Russland       | Sochi Autodrom                     | Sochi        |
| 16  | Singapur                     | Großer Preis von Singapur       | Marina Bay Street Circuit          | Singapur     |
| 17  | Japan                        | Großer Preis von Japan          | Suzuka International Racing Course | Suzuka       |
| 18  | Vereinigte Staaten           | Großer Preis der USA            | Circuit of The Americas            | USA          |
| 19  | Mexiko                       | Großer Preis der Mexiko-Stadt   | Autódromo Hermanos Rodríguez       | Mexico-Stadt |
| 20  | Brasilien                    | Großer Preis von São Paulo      | Autódromo José Carlos Pace         | São Paulo    |
| 21  | Australien                   | Großer Preis von Australien     | Albert Park Circuit                | Melbourne    |
| 22  | Vereinigte Arabische Emirate | Großer Preis von Abu Dhabi      | Yas Marina Circuit                 | Abu Dhabi    |
| 23  | Volksrepublik China          | Großer Preis von China          | Shanghai International Circuit     | Shanghai     |

## Liste der fahrbaren Fahrzeuge

### Moderne Boliden
- Mercedes-AMG Petronas F1 Team (Mercedes-AMG F1 W12 E Performance)
- Scuderia Ferrari (Ferrari SF21)
- Red Bull Racing Honda (Red Bull RB16B)
- McLaren F1 Team (McLaren MCL35M)
- Alpine F1 Team (Alpine A521)
- Scuderia Alpha Tauri Honda (AlphaTauri AT02)
- Aston Martin Cognizant Formula One Team (Aston Martin AMR21)
- Alfa Romeo Racing ORLEN (Alfa Romeo C41)
- Uralkali Haas F1 Team (Haas VF-21)
- Williams Racing (Williams FW43B)

## Rezeption
F1 2021 hat international gute Bewertungen erhalten. Die Rezensionsdatenbank Metacritic aggregiert beispielsweise für die PC-Version 30 Rezensionen zu einem Gesamtwert von 86.

„Nicht nur bietet Braking Point einen für fünf bis sechs Stunden unterhaltsamen Story-Modus, mit dem man sich schön warmfahren kann, F1 2021 kann zudem jeder so spielen, wie er denn mag. Während Experten aberdutzende Einstellungsmöglichkeiten haben und sich online in einem eigenen Modus mit Profis messen dürfen, können Gelegenheitsfahrer auf den ganzen Schnickschnack verzichten und sich gemütlich an das Rennspiel rantasten. Zwar bekommen wir 2021 keinen komplett neuen Modus wie im Vorjahr mit My Team, jedoch ist die Koop-Karriere eine Neuerung, die Fans lange gefordert haben. Auch das verbesserte Schadensmodell sorgt für noch mehr Simulation auf der Strecke, auf der abseits kleinerer Änderungen vom Fahrgefühl her alles beim Alten geblieben ist. Und das ist gut so, denn bereits F1 2020 war und ist ein verdammt gutes Rennspiel.“

„Im Großen und Ganzen ist F1 2021 ein gelungenes Update seines Vorgängers. So, wie wir es von jährlichen Sportspielen kennen, die nicht als Legacy Edition auf alten Plattformen landen. Codemasters hat einmal mehr viel im Detail und im Hintergrund geschraubt, was beim Steuern noch mehr Feingefühl von euch voraussetzt als im letzten Jahr. Kurz gesagt: es spielt sich wunderbar, ist enorm flexibel anpassbar in Sachen Schwierigkeit und Steuerung und macht einfach Spaß - und das ist die Hauptsache.“